# Rio Dell (Kalifornija)
Rio Dell je grad u američkoj saveznoj državi Kalifornija. Prema popisu stanovništva iz 2010. u njemu je živjelo 3.368 stanovnika.